# Little Jaffna
Pour plus de détails, voir Fiche technique et Distribution.
Little Jaffna est un film policier français réalisé par Lawrence Valin, sorti en 2025.

## Synopsis
Michael est un jeune policier français d'origine tamoul infiltré dans un groupe de Tamouls de Paris, surveillés par la police car ils soutiennent à distance les Tigres tamouls, mouvement considéré comme terroriste par l'Union européenne.

## Fiche technique
- Titre original : Little Jaffna
- Réalisation : Lawrence Valin
- Scénario : Lawrence Valin, Gaëlle Macé, Malysone Bovorasmy, Marlène Poste, Yacine Badday, Arthur Beaupère.
- Adaptations et dialogues : Lawrence Valin, Arthur Beaupère et Yacine Badday
- Musique : Maxence Dussère
- Direction artistique :
- Décors : Michel Schmitt
- Costumes : Joana Georges Rossi
- Photographie : Maxence Lemonnier
- Son :
- Montage : Guerric Catala, Anaïs Manuelli
- Production : Simon Bleuzé, Marc Bordure, Jérôme Hilal, Lawrence Valin, Déborah Benattar
- Société(s) de production :
- Société(s) de distribution :
- Budget : 4,2 millions d'euros[1]
- Pays de production :  France
- Langue originale : français, tamoul
- Format : couleur
- Genre : film policier
- Durée : 100 minutes
- Dates de sortie :
  - France : 30 avril 2025

## Distribution
- Lawrence Valin : Michael Beauieu
- Puviraj Raveendran : Puvi
- Vela Ramamoorthy : Aya

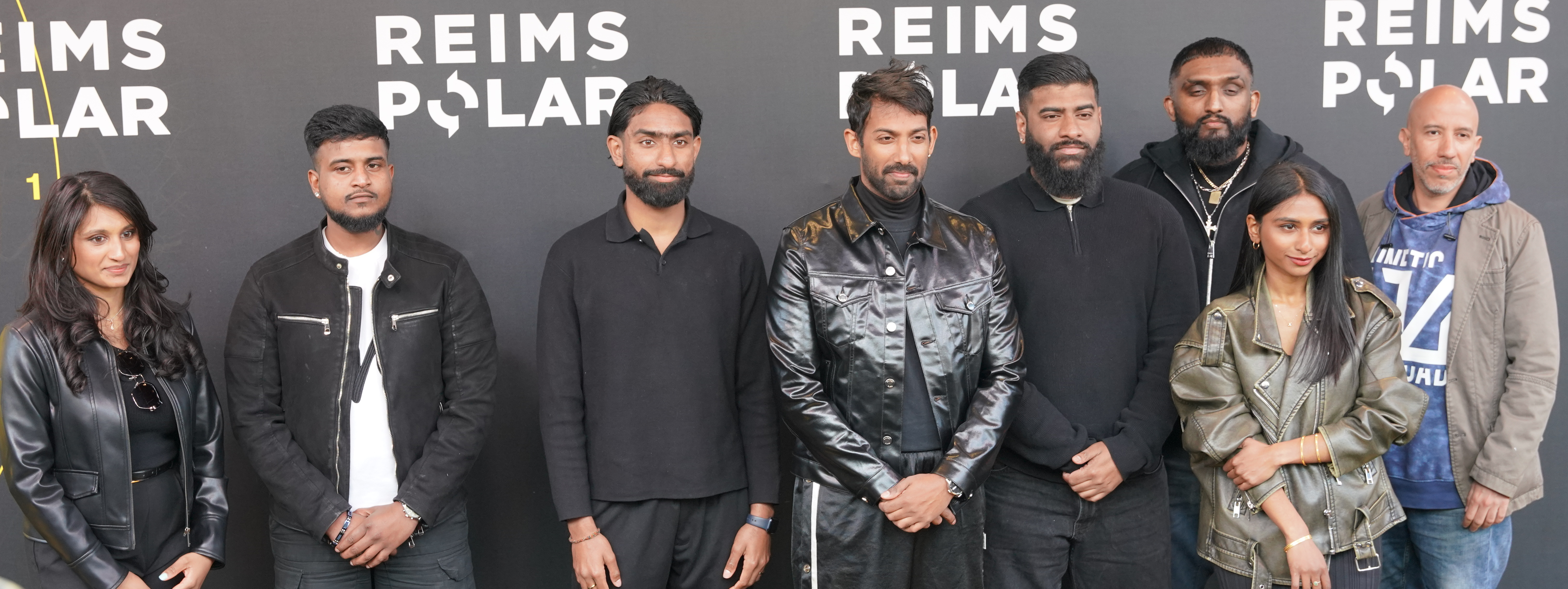
Acteurs du film

- Radhika Sarathkumar : Amamma, la grand-mère
- Marilou Aussilloux : Chloé

## Production

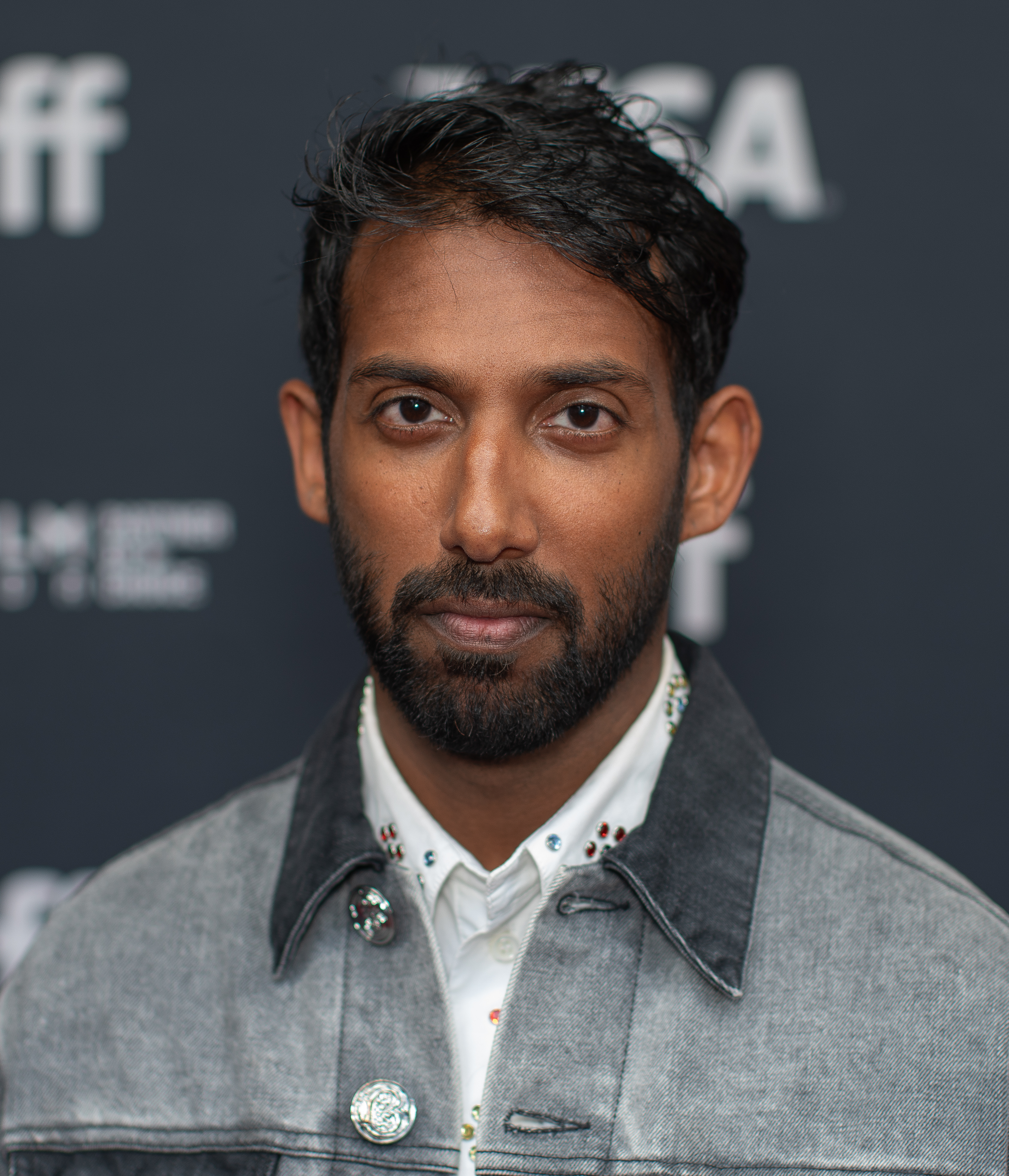
Lawrence Valin, réalisateur et acteur principal

Considérant qu'il recevait rarement des rôles autres que stéréotypés en tant qu'acteur d'origine tamoule, Lawrence Vallin décide d'écrire lui-même un rôle et un film. Il réalise en 2018 une première version du film sous la forme d'un court-métrage, également intitulé Little Jaffna.
Pour la version longue, il obtient la participation d'une actrice indienne célèbre, Radikaa Sarathkumar, à qui il fait prendre l'apparence de sa vraie grand-mère.